# Verbotene Eigenmacht
Die verbotene Eigenmacht (§ 858 BGB) ist die Beeinträchtigung des unmittelbaren Besitzes durch widerrechtliche Entziehung oder Störung. Sie löst unterschiedliche Rechtsfolgen wie zum Beispiel das Selbsthilferecht des Besitzers und des Besitzdieners aus. Die verbotene Eigenmacht ist daher der zentrale Grundbegriff des Besitzschutzes im deutschen Zivilrecht.
Im juristischen Sprachgebrauch wird Besitz von Eigentum unterschieden. Ein Eigentümer kann also einen momentanen Besitzer seines Eigentums (wie einen Mieter) unerlaubt beeinträchtigen.

## Verbotene Eigenmacht

### Definition
§ 858 Abs. 1 BGB enthält die Legaldefinition der verbotenen Eigenmacht: Wer dem Besitzer ohne dessen Willen den Besitz entzieht oder ihn im Besitze stört, handelt, sofern nicht das Gesetz die Entziehung oder die Störung gestattet, widerrechtlich (verbotene Eigenmacht).
Die Beeinträchtigung des Besitzes muss ohne den Willen des Besitzers erfolgen. Eine Zustimmung des Besitzers zu der Beeinträchtigung lässt die verbotene Eigenmacht entfallen. Sie kann sowohl explizit als auch konkludent gegeben werden.

#### Entziehung des Besitzes
Entziehung ist die Beendigung des Besitzes, also die Aufhebung der tatsächlichen Sachherrschaft. Sie kann durch Wegnahme, Absperrung oder andere physische Maßnahmen erfolgen. Entziehung liegt auch in der widerrechtlichen Begründung von Mit- oder Teilbesitz.

#### Störung des Besitzes
Störung ist jede weitere Beeinträchtigung des Besitzes ohne seine Entziehung. Dies sind vor allem physische Eingriffe, die die ungestörte Besitzausübung verhindern, so zum Beispiel das Lagern von Gegenständen auf einem Grundstück ohne Erlaubnis, die verbotswidrige  Inanspruchnahme eines fremden Privatparkplatzes oder das Abstellen von Wasser und Heizung durch den Vermieter (laut Urteil des Bundesgerichtshofs allerdings im gewerblichen Bereich keine verbotene Eigenmacht). Jedoch auch erhebliche psychische Einwirkungen können eine Besitzstörung darstellen, so zum Beispiel die verbale Verunsicherung des Besitzers.

#### Widerrechtlichkeit
Sofern die Beeinträchtigung nicht ausdrücklich durch das Gesetz gestattet wird, erfolgt sie widerrechtlich. Widerrechtlichkeit liegt auch dann vor, wenn der Störer einen Herausgabeanspruch oder einen Anspruch auf Gestattung der Handlung hat.

### Fehlerhaftigkeit des erlangten Besitzes
Besitz, der durch verbotene Eigenmacht erlangt wurde, ist fehlerhaft (§ 858 Abs. 2 BGB). So begründet die Besitzentziehung zwar neuen Besitz des Störers, dieser ist jedoch nicht in gleichem Maße geschützt. So steht einem fehlerhaft Besitzenden beispielsweise kein Anspruch auf Wiedereinräumung des Besitzes zu, wenn wiederum ihm der Besitz durch verbotene Eigenmacht entzogen wurde (§ 861 Abs. 2 BGB).
Die Fehlerhaftigkeit des Besitzes muss auch der Erbe gegen sich gelten lassen, da der Besitz per Gesetz mit dem Erbfall auf ihn übergeht (sog. Erbenbesitz § 857 BGB). Eine Kenntnis des Erben von der verbotenen Eigenmacht ist nicht erforderlich.
Ebenso besitzt der auf andere Weise nachfolgende Besitzer fehlerhaft, wenn ihm zum Zeitpunkt des Besitzübergangs die Fehlerhaftigkeit bekannt war.

## Besitzschutz gegenüber verbotener Eigenmacht

### Selbsthilferecht des Besitzers
Verbotener Eigenmacht darf sich der unmittelbare Besitzer mit Gewalt erwehren (§ 859 BGB). Dieses Selbsthilferecht des Besitzers gestattet diesem sowohl die gewaltsame Abwehr von Beeinträchtigungen (sog. Besitzwehr) als auch die Wiedererlangung der tatsächlichen Sachherrschaft (sog. Besitzkehr). Bei der Ausübung des Selbsthilferechts darf sich der unmittelbare Besitzer auch der Hilfe Dritter bedienen. Es steht ihm sowohl gegenüber demjenigen zu, der die verbotene Eigenmacht ausübt als auch gegenüber dem nach Weitergabe der Sache fehlerhaft Besitzenden. Eine nicht nur gegenwärtige Beeinträchtigung des Besitzes ist durch die possessorischen und petitorischen Ansprüche gem. §§ 861, 862 und 1007 BGB geschützt.
Die Vorschrift des § 859 BGB hat neben dem allgemeinen Notwehr- beziehungsweise Selbsthilferecht aus § 227, § 229 BGB jedoch in Bezug auf die Besitzwehr primär deklaratorische Bedeutung, da auch diese eine Gewaltanwendung gestatten.

#### Besitzwehr
Sofern der Besitz noch nicht entzogen wurde, darf sich der Besitzer einer Beeinträchtigung des Besitzes durch verbotene Eigenmacht mit Gewalt erwehren (§ 859 Abs. 1 BGB, Besitzwehr). Er handelt bei der Gewaltanwendung nicht widerrechtlich. Dem Störer steht ihm gegenüber daher weder ein Notwehrrecht noch ein Schadensersatzanspruch zu. Die Gewaltanwendung darf nur dem Besitzschutz dienen und das zur Abwehr der Beeinträchtigung erforderliche Maß nicht übersteigen.

#### Besitzkehr
Wenn der Besitz durch verbotene Eigenmacht entzogen wurde, darf der ehemalige Besitzer diesen gewaltsam wieder ergreifen (§ 859 Abs. 2 und 3 BGB, Besitzkehr). Die Gewaltanwendung ist jedoch nur in einem engen zeitlichen Abstand zur Besitzentziehung zulässig. Dieser ist abhängig von der Einordnung der Sache als Grundstück oder bewegliche Sache.
Eine entzogene Sache darf sich der ehemalige Besitzer gewaltsam wieder verschaffen, wenn er den Störer auf frischer Tat angetroffen oder er den Störer verfolgt hat.
Bei Entziehung des Besitzes eines Grundstücks muss das Selbsthilferecht sofort ausgeübt werden. Diese Maßgabe kann je nach der objektiven Möglichkeit zur Besitzkehr von wenigen Minuten bis zu einem ganzen Tag reichen.

### Selbsthilferecht des Besitzdieners
Das Gesetz gestattet auch dem Besitzdiener das dem Besitzer zustehende Selbsthilferecht auszuüben (§ 860 BGB). Der Besitzdiener ist auch bei der Ausübung dieser Rechte gegenüber dem Besitzherrn weisungsgebunden.

### Besitzschutzklage
Der possessorische Besitzschutzanspruch kann gem. § 861, § 863 BGB gerichtlich geltend gemacht werden. Grundlage dieser Ansprüche ist der Besitz als solcher (possessorischer Schutz), nicht ein bestimmtes Recht zum Besitz (petitorischer Anspruch).
Diese aus dem kanonischen Recht stammende Klage wurde vor Inkrafttreten des Bürgerlichen Gesetzbuchs als Spolienklage bezeichnet.

## Fallbeispiel
Das unberechtigte Parken zum Beispiel auf Supermarkt-Parkplätzen stellt nach der Rechtsprechung einen Fall der verbotenen Eigenmacht dar, der den Besitzer des Parkplatzes berechtigt, das Auto auf Kosten des Falschparkers abschleppen zu lassen.